# Euparagia siccata
Euparagia siccata är en stekelart som beskrevs av Richard Mitchell Bohart 1988. Euparagia siccata ingår i släktet Euparagia och familjen Masaridae. Inga underarter finns listade i Catalogue of Life.